# Corny
Corny is een plaats en voormalige gemeente in het Franse departement Eure (regio Normandië) en telt 262 inwoners (1999). De plaats maakt deel uit van het arrondissement Les Andelys. Corny is op 1 januari 2019 gefuseerd met de gemeenten Boisemont en Fresne-l'Archevêque tot de gemeente Frenelles-en-Vexin. 

## Geografie
De oppervlakte van Corny bedraagt 5,3 km², de bevolkingsdichtheid is 49,4 inwoners per km².
De onderstaande kaart toont de ligging van Corny met de belangrijkste infrastructuur en aangrenzende gemeenten.

## Demografie
Onderstaande figuur toont het verloop van het inwonertal (bron: INSEE-tellingen).